# キキョウラン属
キキョウラン属（キキョウランぞく、学名 Dianella）はワスレグサ亜科に属する単子葉植物の属のひとつ。
分布は日本からインド、オーストラリアからニュージーランド、太平洋諸島である。およそ半数の種がオーストラリアに固有である。いくつかの種はその珍しい形の葉と青から紫の液果から、観賞用に栽培される。タイプ種はDianella ensata だが、この名は現在キキョウラン Dianella ensifolia のシノニムとされている

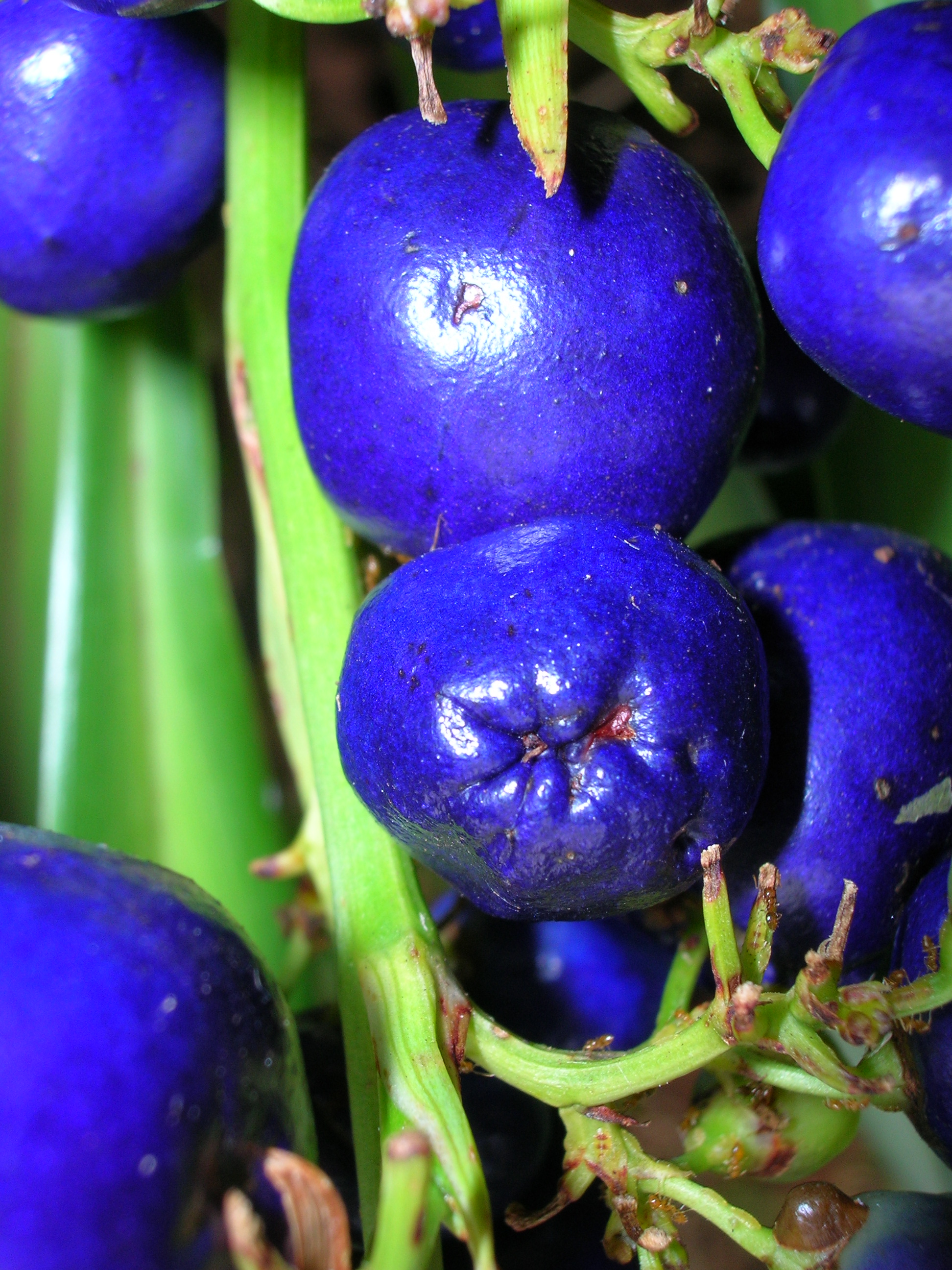
の果実

。

## 利用
果実については、非常に毒性が強いものもあるが、Dianella caerulea のような甘いナッツ様の味をもつものもあり、Dianella congesta は最も美味であると報告されている 。
葉はアボリジニによってDillybagなどの籠を編むために用いられていた。

## 名称
属名Dianella は1786年、ジャン＝バティスト・ラマルクのEncyclopédie Méthodique. Botanique で提唱されたが、属の記載文を欠いていたため有効な名とはならず、1789年のアントワーヌ・ローラン・ド・ジュシューの著書、Genera Plantarum第1版において正式にこの名で記載された。Umberto Quattrocchiは属名の語源について、森と狩猟の女神ディアーナの名に縮小辞をつけた形であるとしている。

## 分類
約40種が属する。
- Dianella ensifolia (L.) DC. (syn. D. ensata) キキョウラン - アフリカ南部・マダガスカル・インド・中国・日本・東南アジア・ニューギニア・ソロモン諸島・インド洋諸島
- Dianella dentata Schlittler - 中国南東部
- Dianella javanica (Blume) Kunth - 東南アジア・ニューギニア
- Dianella adenanthera (G.Forst.) R.J.F.Hend. - 多くの太平洋諸島
- Dianella carolinensis Lauterb. - ミクロネシア
- Dianella saffordiana Fosberg & Sachet - グアム
- Dianella boliviana Schlittler - ボリビア
- Dianella monophylla Hallier f. - ニューギニア
- Dianella acutifolia Schlittler - ニューカレドニア
- Dianella daenikeri Schlittler - ニューカレドニア
- Dianella plicata Schlittler - ニューカレドニア
- Dianella stipitata Schlittler - ニューカレドニア
- Dianella pendula Schlittler - ロイヤルティ諸島
- Dianella sandwicensis Hook. & Arn. - ニューカレドニア・ハワイ・マルケサス
- Dianella odorata Blume - マルク諸島, スラウェシ島, スマトラ島, クイーンズランド州, ノーザンテリトリー
- 主にオーストラリア産
  - Dianella atraxis R.J.F.Hend. - クイーンズランド州
  - Dianella brevipedunculata R.J.F.Hend. - クイーンズランド州、葉は60cm程度、花と実は葉に隠れる
  - Dianella crinoides R.J.F.Hend. - クイーンズランド州, ニューサウスウェールズ州
  - Dianella nervosa R.J.F.Hend. - クイーンズランド州, ニューサウスウェールズ州
  - Dianella fruticans R.J.F.Hend. - クイーンズランド州
  - Dianella incollata R.J.F.Hend. - クイーンズランド州
  - Dianella pavopennacea R.J.F.Hend. - クイーンズランド州、果実は可食[10]
  - Dianella bambusifolia Hallier f. - クイーンズランド州, ニューギニア、果実は可食[10]
  - Dianella serrulata Hallier f. - クイーンズランド州, ニューギニア
  - Dianella caerulea Sims - ニューギニア, オーストラリア東部、"Paroo lily"、葉は60cm、花茎は90cm程度
  - Dianella congesta R.Br. - クイーンズランド州, ニューサウスウェールズ州、"beach flax lily"、果実はまとまった房状で、非常に美味[10]
  - Dianella callicarpa G.W.Carr & P.F.Horsfall - ビクトリア州
  - Dianella brevicaulis (Ostenf.) G.W.Carr & P.F.Horsfall - オーストラリア南部、"coast flax-lily"[16]
  - Dianella longifolia R.Br. - オーストラリア広域、果実は可食[10]
  - Dianella revoluta R.Br. (syn. D. admixta)[1] - オーストラリア広域、果実は可食[10]
  - Dianella rara R.Br. - クイーンズランド州
  - Dianella porracea (R.J.F.Hend.) Horsfall & G.W.Carr - クイーンズランド州, ニューサウスウェールズ州, オーストラリア南部
  - Dianella prunina R.J.F.Hend. - ニューサウスウェールズ州
  - Dianella tarda Horsfall & G.W.Carr - ニューサウスウェールズ州, ビクトリア州
  - Dianella tenuissima G.W.Carr - ニューサウスウェールズ州のブルー・マウンテンズ
  - Dianella amoena G.W.Carr & P.F.Horsfall - タスマニア・ビクトリア州
  - Dianella tasmanica Hook.f. - タスマニア・ビクトリア州・ニューサウスウェールズ州、"Tasman flax lily"、葉は80cm、花茎は1.5m程度。果実は食用不可[10]
  - Dianella intermedia Endl. - ノーフォーク島、ロード・ハウ島
- ニュージーランド産
  - Dianella haematica Heenan & de Lange - ニュージーランド北島
  - Dianella latissima Heenan & de Lange - ニュージーランド北島
  - Dianella nigra Colenso - ニュージーランド北・南島 マオリ語でturutu として知られる